# Ứng (nước)
Ứng có phiên âm khác là Ưng (chữ Hán phồn thể: 應; chữ Hán giản thể: 应; pinyin: Yīng) là một nước chư hầu nhỏ thời kỳ Tiên Tần trong lịch sử Trung Quốc. Quốc gia này được thành lập vào thời kỳ Ân Thương, trong bốc từ giáp cốt văn có câu "Ứng bói triều Thương", ghi chép về "thời vận tại Ứng" của vua Thương, sách Thủy kinh chú trích dẫn Trúc thư kỷ niên: "Thời nhà Ân đã có nước Ứng".
Nước Ứng đương thời có khả năng nằm ở khu vực ngày nay thuộc huyện Ứng tỉnh Sơn Tây. Sau khi Tây Chu nối tiếp nhà Thương đã mang quân diệt luôn nước này, rồi lập thành một nước Ứng mới mang họ Cơ, vị vua khai quốc được phân phong chính là con của Chu Vũ vương. Đất phong nay thuộc Ứng thành Bình Đỉnh Sơn tỉnh Hà Nam.
Căn cứ vào những hiểu biết khảo cổ về các hiện vật đào được tại khu đất mộ nước Ứng đối diện Bình Đỉnh Sơn thì nước này lúc ban đầu đóng vai trò là giám quốc, phụ trách việc giám sát di dân của nhà Thương. Vào giữa thời Xuân Thu, nước Ứng bị nước Sở thôn tính, đến thời Chiến Quốc thì trở thành đất phong của tướng quốc nước Tần là Phạm Thư.

## Vua nước Ứng
| Thụy hiệu         | Họ tên       | Thời gian trị vì     | Thân phận và ghi chú   |
| ----------------- | ------------ | -------------------- | ---------------------- |
| Ứng hầu           |              | thời Chu Thành vương | con thứ 4 Chu Vũ vương |
| đời sau chưa rõ   |              |                      |                        |
| Ứng hầu Kiến Công | Cơ Kiến Công | đầu thời Tây Chu     |                        |
| đời sau chưa rõ   |              |                      |                        |
| Ứng Ly công       |              | đầu thời Tây Chu     | cha Ứng Hầu Cấu        |
| Ứng hầu Cấu       | Cơ Cấu       | đầu thời Tây Chu     | con Ly công            |
| đời sau chưa rõ   |              |                      |                        |
| Ứng hầu           |              | giữa thời Tây Chu    | vợ là Sinh Hoa Khương  |
| Ứng hầu           |              | cuối thời Tây Chu    | vợ là Ứng Diêu         |
| Ứng hầu           |              | thời Chu U vương     | mẹ là Cơ Nguyên Mẫu    |
| đời sau chưa rõ   |              |                      |                        |
|                   |              | thời Xuân Thu        | bị nước Sở tiêu diệt   |